# 乔治·阿贝尔
喬治·奧格登·阿貝爾 （George Ogden Abell，1927年3月1日—1983年10月7日），美国洛杉矶加利福尼亚大学天文学家，同时也是一名教师和科普畅销书作者。阿贝尔在加州理工学院先后获得学士（1951年）、硕士（1952年）和博士（1957年）学位，他在洛杉矶格里菲斯天文台的一次游历后开始他的天文学研究生涯。

## 工作与成就

### 帕洛马天文台巡天计划
阿贝尔最知名的成就是他在帕洛马天文台巡天计划(Palomar sky survey)时收集并公布了星系团星表。他分析了星系的形成和进化，并证明星系团成团状和链状集结在一起，从而推翻了瑞典天文学家沙利尔提出的层级宇宙模型。，他还发现怎样利用星系的亮度来作为距离标尺。1966年，阿贝尔整理出一份包括86个著名行星状星云的星表，其中最知名的是阿贝尔39。阿贝尔星系团表是一份包括大约4000个星系团的星表，其中至少有30个成员红移值z > 0.2（见星系团表）。1958年出版的第一版星系团表只包括北天球的星系团。而南天球星系团直到阿贝尔去世之后的1989年，由Harold G. Corwin和Ronald P. Olowin合作整理出版。
阿贝尔是周期彗星52P/哈靈頓-阿貝爾彗星（52P/Harrington-Abell）的发现者。此外，他和彼得·戈德瑞克合作，研究确定行星状星云是由红巨星发展而来的。

### 教學

#### 加州大學洛杉磯分校
阿貝爾在加州大學洛杉磯分校任教17年，在那裡他被稱為傑出而才華橫溢的老師。 他認為科學教學的基石是呈現事實如何以及為什麼被認為是事實； 而不是僅僅呈現可能使聽眾感到驚訝、聳人聽聞、娛樂但不會啟發聽眾的事實。 
阿貝爾於1968年至1975年擔任加州大學洛杉磯分校天文系主任7年。

#### 暑假科学项目
阿贝尔非常重视对青少年的科普教育，他担任面向美国高中学生的暑假科学项目的教职人员超过20年。为了纪念他的贡献，暑假科学项目提供以他名字命名的乔治·阿贝尔奖学金。此外，他还是教育类电视剧集《了解时间、空间和宇宙计划》（Understanding Space and Time and Project Universe）的制作者之一。

### 懷疑論
阿贝尔还热衷于揭穿各种伪科学谬论，他是超自然现象科学调查委员会的成立者之一，并经常为委员会发行的杂志《怀疑论者》（The Skeptical Inquirer）写稿。

## 任職
阿贝尔曾经担任国际天文联合会宇宙学委员会主席，以及太平洋天文学会委员会成员和主席。1970年，阿贝尔当选为英国皇家天文学会的成员。1968年至1975年，他还是加州大学洛杉矶分校天文系的主席以及美国天文学会教育委员会的主席。阿贝尔本来还将在1984年1月1日起开始担任《天文期刊》的编辑，但他却在1983年10月因病在洛杉矶逝世。 

## 纪念
为了纪念阿贝尔在天文学方面的突出贡献，小行星3449以阿贝尔的名字命名。位于英格兰米尔顿凯恩斯英国公开大学的天文台也被命名为乔治·阿贝尔天文台。

## 訃聞
- JRASC 77 (1983) L85（页面存档备份，存于）
- QJRAS 30 (1989) 283（页面存档备份，存于）
- University of California: In Memoriam, 1985

## 著作
- Abell, George, "Exploration of the Universe", Holt, Rinehart and Winston (Copyright 1964)
- Abell, G.O., Morrison, D., and Wolff, S.C., Exploration of the Universe, Saunders College Pub; 6th/Rev edition (February, 1993) ISBN 0-03-094666-2
- Abell, G.O., Wolff, S.C., and Morrison, D., Realm of the Universe, Saunders College Publishing; 5th ed., 1994 edition (January, 1994) ISBN 0-03-001664-9
- Abell, George O; Singer, Barry (编). . New York: Scribner. 1981. ISBN 9780684166551. OCLC 6982689.
- Abell, G.O., A catalog of rich clusters of galaxies, American Astronomical Society (1989) ASIN B000726Y06